# Pezotmethis ferghanensis
Pezotmethis ferghanensis är en insektsart som först beskrevs av Boris Petrovich Uvarov 1925.  Pezotmethis ferghanensis ingår i släktet Pezotmethis och familjen Pamphagidae. Inga underarter finns listade i Catalogue of Life.